# 罗氏早熟禾
罗氏早熟禾（学名：Poa rossbergiana）为禾本科早熟禾属下的一个种。